# Ajedrez cilíndrico
|       |       |       |       |       |       |       |       |    |  |
|       | a8    | b8 xx | c8    | d8 xx | e8    | f8    | g8    | h8 |  |
| a7 xx | b7    | c7    | d7    | e7 xx | f7    | g7    | h7    |    |  |
| a6    | b6    | c6    | d6    | e6    | f6 xx | g6    | h6 xx |    |  |
| a5    | b5    | c5    | d5    | e5    | f5    | g5 xx | h5    |    |  |
| a4    | b4    | c4    | d4    | e4    | f4 xx | g4    | h4 xx |    |  |
| a3 xx | b3    | c3    | d3    | e3 xx | f3    | g3    | h3    |    |  |
| a2    | b2 xx | c2    | d2 xx | e2    | f2    | g2    | h2    |    |  |
| a1    | b1    | c1 bl | d1    | e1    | f1    | g1    | h1    |    |  |
|       |       |       |       |       |       |       |       |    |  |

El ajedrez cilíndrico es una variante de ajedrez con un tablero inusual. La partida se juega como si el tablero fuera un cilindro en el que el lado izquierdo se une con el lado derecho. En esta variante se juega como si el tablero no tuviera bordes a derecha e izquierda. Cuando una pieza se sale del tablero por el lado derecho, reaparece por el lado izquierdo; si se sale por el lado izquierdo, reaparece por el lado derecho.

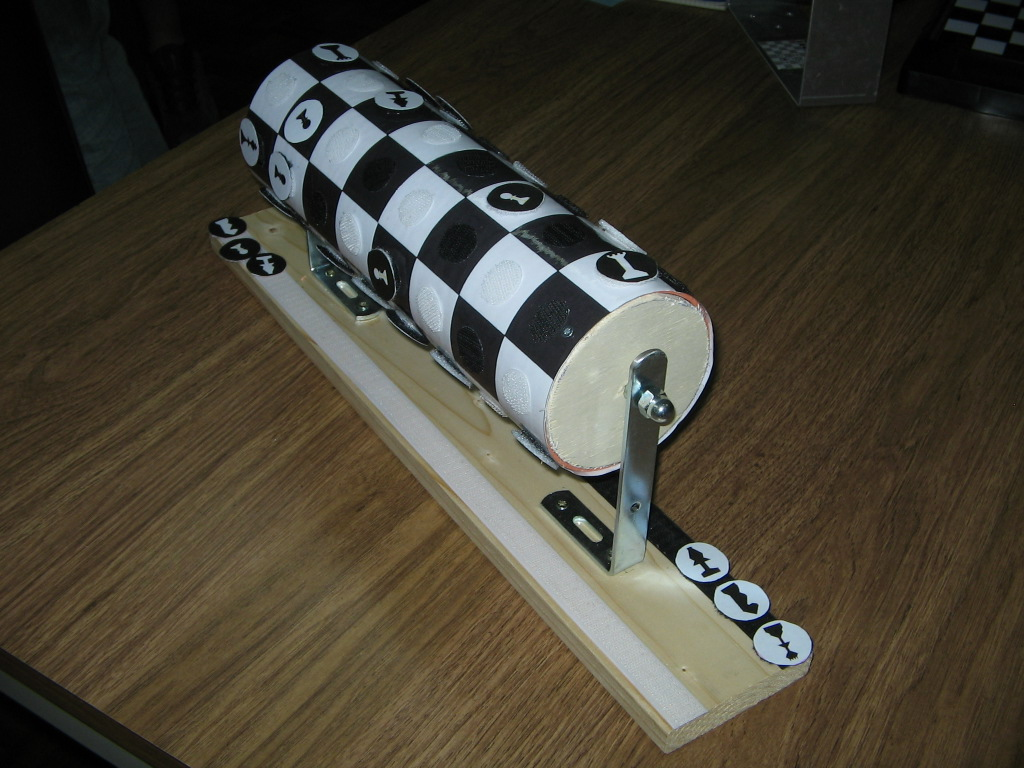
Cómo sería el cilindro del juego.

Es legal mover una torre desde (en notación algebraica) a3 a h3, incluso si hay una pieza en b3, ya que la torre puede moverse hacia la izquierda desde a3. Un alfil (ajedrez) en c1 puede ir a h4, moviéndose desde c1 a a3, y luego saltando hacia la izquierda desde a3 a h4.
No están permitidas las jugadas que no cambian la posición, como por ejemplo torre a3-a3 (dando por supuesto que la tercera fila está vacía). Se permite capturar "al paso" sobre el borde del tablero. Por ejemplo, si el blanco tiene un peón en a5 y el negro otro en h7 y el negro juega h7-h5, el blanco puede capturarlo: a5xh6.
En esta variante del ajedrez, los alfiles valen aproximadamente lo mismo que las torres.

## Variantes en las reglas
|       |       |       |       |       |       |       |       |    |  |
|       | a8    | b8 bl | c8    | d8    | e8    | f8 qd | g8    | h8 |  |
| a7    | b7    | c7    | d7    | e7    | f7    | g7    | h7    |    |  |
| a6    | b6    | c6    | d6    | e6 pd | f6 rd | g6    | h6    |    |  |
| a5    | b5    | c5 pl | d5    | e5 rl | f5    | g5    | h5 bl |    |  |
| a4    | b4 ql | c4    | d4 pl | e4    | f4    | g4 pd | h4    |    |  |
| a3    | b3    | c3    | d3    | e3    | f3 kd | g3    | h3    |    |  |
| a2 nl | b2    | c2    | d2    | e2    | f2    | g2    | h2    |    |  |
| a1 rl | b1    | c1    | d1    | e1 kl | f1    | g1    | h1    |    |  |
|       |       |       |       |       |       |       |       |    |  |

A veces se juega con normas diferentes para el enroque:
- El enroque no se permite. Los partidarios de esta regla dicen que en un tablero cilíndrico no hay filas centrales y el enroque carece de sentido.
- Además del enroque normal, el enroque con una torre pasando sobre el borde del tablero sería legal. Por ejemplo, en el diagrama de la derecha (posición de C. Rieseneder), el blanco da jaque mate jugando 1. 0-0. Pare realizar este enroque el rey mueve de e1 a g1 y la torre de a1 mueve a f1. Es posible un enroque similar en el flanco de dama con una torre en h1 (siempre que no haya piezas en a1,b1,c1,d1): el rey mueve a c1, y la torre de h1 mueve ao d1.